# یونس مبارک المحیجری
یونس مبارک المحیجری (عربی: يونس مبارك عبيد المحيجري؛ زادهٔ ۱۲ مارس ۱۹۸۷) بازیکن فوتبال اهل عمان است.
از باشگاه‌هایی که در آن بازی کرده‌است می‌توان به باشگاه فوتبال صور و باشگاه فوتبال النهده عمان اشاره کرد.
وی همچنین در تیم ملی فوتبال عمان بازی کرده‌است.